# 搶救民族誌

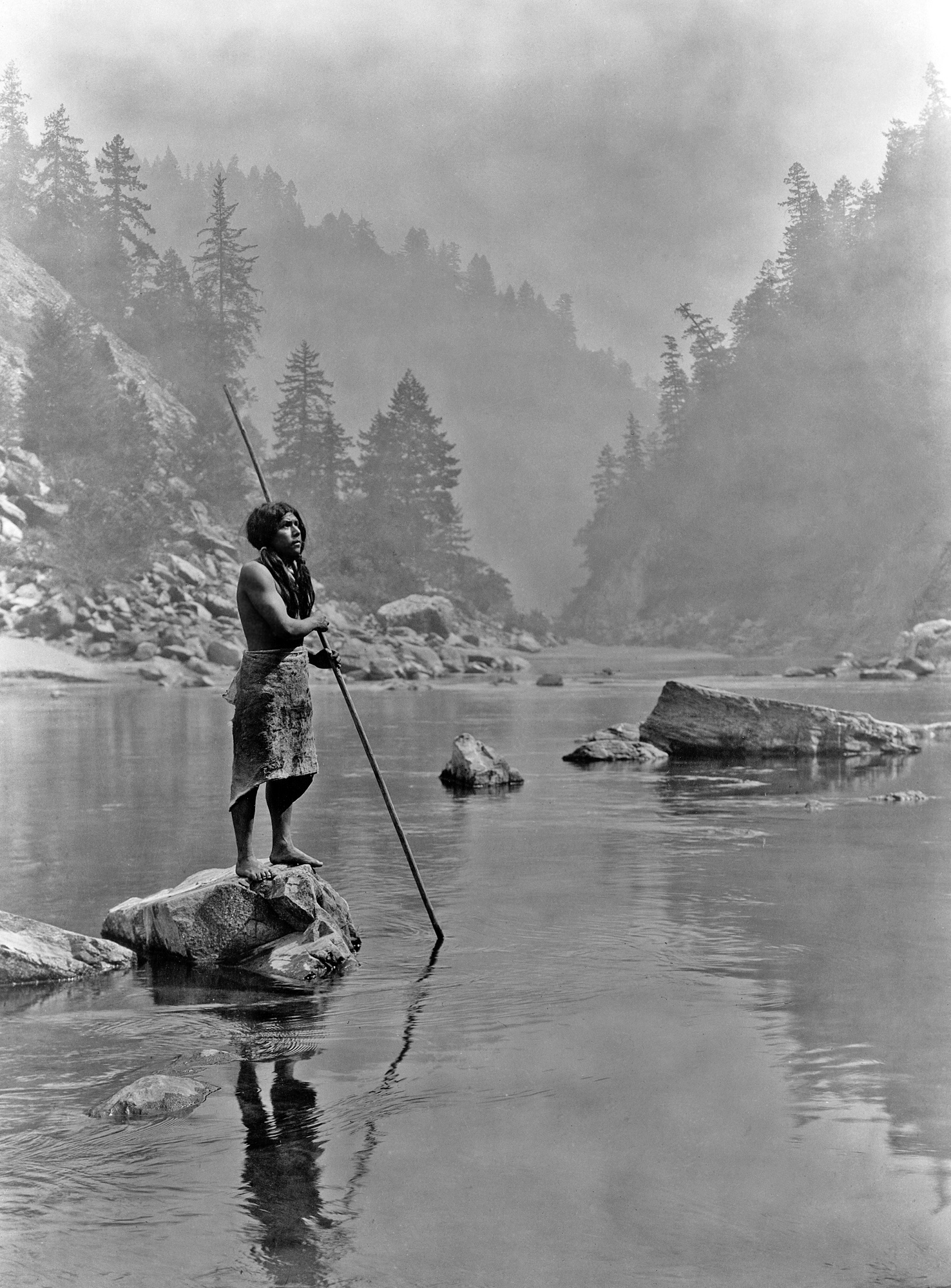
美國胡帕人漁夫；在20世紀初期，愛德華·柯蒂斯旅行橫越美國，記錄正在消失當中的美國原住民部族的生活方式影像。

搶救民族誌（英語：Salvage ethnography）是人類學家在1960年代開始使用的一個術語，做為對19世紀民族誌與早期當代人類學的批評。這個術語是由格魯伯（Jacob Gruber）所創，他發現，在19世紀的民族誌研究者開始記錄被歐洲國家或美國所征服的人民的語言，搶救民族誌隨之產生。格魯伯表示，第一個正式聲明，承認殖民主義的一項重大影響是破壞現有的語言和生活方式，就是1837年的《英國專責土著委員會報告》（The report of the British Select Committee of Aborigines）。格魯伯引述學者的回應，1839年詹姆斯·考爾斯·普里查德（James Cowles Prichard）在英國科學協進會的報告：
|  | 無論歐洲人定居在何處，他們的到來已成為土著部族滅絕的前兆。無論這些簡單的鄉村部族在何時與更文明的農業民族建立關係，他們毀滅的時刻即將到來；而且這似乎就像過去的時代，當第一個畜牧者被第一個農夫所撂倒時。現在，隨著過去幾年殖民主義的進展延伸如此廣闊，克服了許多距離和身體的障礙，可以計算的是，這些災難即將發生在大部份的人類身上，如果我們以家庭和種族為單位來計算，這些災難的進程正在加速；而且有可能發生的是，在下一個世紀，世界大部分的土著民族將完全不存在。在此同時，如果基督教民族認為這不是他們的責任，介入並保存這些跟他們同一個物種的眾多部族免於徹底滅絕的話。從哲學觀點，對於他們的身體和道德特徵，獲得比我們現在擁有的更多的廣泛資訊，這具有極大的重要性。有大量令人好奇的生理學問題，說明了人類這個物種的歷史及其傳播的法則，依然未得到完整的解答。這些種族的心理已受到學者研究，但極少以開明態度來研究；而且這是十分需要的，以完整敘述人類本性的歷史與人類心智的哲學。當這些部族將來滅絕，而且他們思想隨之消失時，要怎樣獲得這些資訊？ |

弗朗西斯·登斯莫爾（1867年－1957年），一個重要的民族音樂學家，在搶救民族誌的學術傳統下進行工作。登斯莫爾錄製美國原住民的歌曲和歌詞，期望永久保留它們。
在這段時間，藝術家加重了專業人類學家的工作。在攝影師愛德華·柯蒂斯（1868年－1952年）之前，畫家喬治·卡特林（1796年－1872年）試圖捕捉他們認為即將消失的北美原住民傳統。柯蒂斯和卡特林都被指控採用藝術修飾，將一個場景加以美化，或是改變某些東西，讓它們顯得更像真實的「美國原住民」。愛德華·柯蒂斯在他關於北美印第安人的系列叢書的引言提到：「這些資訊就是要被蒐集起來...關於人類的一個偉大種族的生活模式，必須一口氣蒐集起來，否則機會就會消失」。這段話反映了這位藝術家對於記錄美洲印第安人的文化的溫和專制關注，同時代表著當時流行和學術的情懷。
自從1950年代以來，搶救民族誌開始有條不紊地運用於視覺人類學，由許多導演以民族誌影片的形式呈現。例如在1960年代早期的法國讓·魯什、加拿大的Michel Brault與Pierre Perrault，或葡萄牙的 António Campos，後面在1970年代則有其他導演。
搶救民族誌往往納入電影與媒體研究課程中，做為一種影片風格，捕捉一個文明或一個人群的先前的生活方式。最佳例子是羅伯特·弗萊赫提的《北方的南奴克》，弗萊赫提所導演的事件和場景，並沒有忠實再現因紐特人部族當時的生活方式，而是呈現他們「昔日的壯觀景象」。

## 引用文獻
1. ↑  Gruber, Jacob. . American Anthropologist, New Series. Dec 1970, 72 (6): 1289–1299.

## 延伸閱讀
- Conn, Steven. . Chicago: University of Chicago Press. 2004. ISBN 0-226-11494-5.
- Smith, Sherry. . Oxford: Oxford University Press. 2000. ISBN 0-19-515727-3.
- Carter, Edward, ed. . Philadelphia: American Philosophical Society. 1999. ISBN 0-87-169231-7.